# La Rochette (Savoia)
La Rochette (in italiano La Rocchetta, desueto) era un comune francese di 3 527 abitanti situato nel dipartimento della Savoia nella regione dell'Alvernia-Rodano-Alpi.
Il 1º gennaio 2019 si è fuso con Étable per formare il nuovo comune di Valgelon-La Rochette.

## Storia

### Simboli
Il comune aveva ripreso il blasone della famiglia De La Rochette, signori di Pierrecharve, di Rougemont e di La Pesse.
Lo stemma è stato adottato dal nuovo comune di Valgelon-La Rochette.

## Società

### Evoluzione demografica
Abitanti censiti